# Rostom de Gourie
Rostom de Gourie (Rostom Gurieli géorgien : როსტომ გურიელი; mort en 1564), de la maison Gouriel, est Prince de Gourie de 1534 jusqu'à sa mort en 1564. Aux cotes de son royal suzerain, Bagrat III d'Iméréthie, Rostom combat
contre l'expansion de l'Empire ottoman et doit céder une partie de sa principauté. Les relations de Rostom avec  Bagrat III se détériorent ensuite lorsqu'il donne son appui à un autre vassal Léon Ier Dadiani qui défie le roi.

## Accession au pouvoir
Rostom est le fils de Mamia Ier  Gurieli et de son épouse Ketevan. En 1533, Mamia est capturé pendant une désastreuse expédition contre le  Circassiens dans laquelle Georges le frère de  Rostom est tué. Rostom doit payer la rançon de son père à qui il succède après sa mort un an plus tard. À cette époque la Gourie, une principauté du sud-ouest de la Géorgie établie le long de la côte de la Mer Noire est menacée par la politique agressive de l'Empire ottoman, qui est en guerre pour l'hégémonie dans le Caucase avec  la Empire perse des Séfévides. Rostom se range aux côtés de son royal suzerain, le roi Bagrat III d'Iméréthie, dans son combat
contre les empiètements des ottomans.

## Guerres contre les Ottomans
En 1535, Rostom joint ses forces à celles de  Bagrat III lors de l'invasion de la principauté de Samtskhe, sur laquelle règne le pro-Ottoman atabeg Qvarqvaré V Jakéli. Lors de la bataille de Murjakheti, l'atabeg est défait, capturé par l'échanson du Gouriel Isac Arthouméladzé, et ensuite livré à Bagrat. Qvarqvare meurt en prison, pendant que Rostom est récompensé par une partie du Samtskhe: Adjara et le Lazistan, longtemps convoités par les Gurieli. Les Ottomans répliquent par une grande offensive: Bagrat et Rostom sont de nouveau victorieux à  Karagak in 1543, mais subissent une défaite décisive en 1545, lors de la Bataille de Sokhoista (en) , où KaiKhosro le fils de  Rostom est tué,.
En 1547, les armées Ottomanes imposent le blocus de la côte de Gourie et occupent les établissements maritimes de Gonio et de Batoumi. Rostom appelle à l'aide  Bagrat d'Iméréthie et Léon Ier Dadiani, prince de Mingrélie.
Cependant, le roi d'Imereti, mécontent par le refus de Rostom d'une attaque combinée contre Mingrélie, abandonne Rostom à lui-même 
ce qui induit un accord Dadiani-Gurieli. Seul, Rostom attaque, repousse les forces ottomanes au-delà de la Tchorokhi et les oblige à évacuer Batoumi, mais il échoue à empêcher la perte d'Adjara et de Chaneti; la forteresse Gonio devient un important avant-poste ottoman dans le sud-ouest de la Géorgie,. Rostom meurt en 1564 et est inhumé dans le monastère de Shemokmedi (en). Il a comme successeur son fils, Georges II Gurieli

## Famille
Le Gouriel Rostom se marie deux fois, d'abord à la princesse Tinatin (fl. 1534), membre de la famille royale d'Iméréthie, et ensuite avec la princesse Thamar (fl. 1562). Il laisse trois fils et deux filles:
- Prince Kaikhosro (mort en 1545), tué lors de la bataille de Sokhoista contre l'armée Ottomane;
- Prince Georges II (mort en 1600), Prince-régnant de Gourie (1566–1583, 1587–1600);
- Princess Rodam, devient la première épouse de Georges III Dadiani, Prince de Mingrélie (divorce en 1564);
- Princess N., épouse de  Mamia IV Dadiani;
- Peut-être, le prince Vakhtang Ier (mort en 1587), Prince-régnant de Gourie (1583–1587).